# Pålsbo (naturreservat)
Pålsbo är ett naturreservat i Boxholms kommun i Östergötlands län.
Området är naturskyddat sedan 1975 och är 29 hektar stort. Reservatet omfattar ett äldre odlingslandskap i en sluttning ner mot Åsboån, omkring gården Pålsbo. Reservatet består av äng och en hagmark.